# 자우프주 (예멘)
자우프주(아랍어: الجوف)는 예멘 북부에 위치한 주로, 주도는 자우프이며 인구는 443,797명(2004년 기준), 면적은 39,496.33km2이다. 북쪽으로는 사우디아라비아와 인접해 있다.